# Andenne
 (décembre 2024).
 (mars 2024).
Andenne (en wallon Andène) est une ville francophone de Belgique située en Région wallonne dans la province de Namur.

## Toponymie
Le nom Andenne apparaît pour la première fois sous la forme Andana dans le traité du 9 août 870 par lequel Charles-le-Chauve et Louis-le-Germanique se partagent la Lotharingie. Le document mentionne Andana parmi les possessions tombant sous le pouvoir de Charles-le-Chauve. Cette simple mention témoigne déjà de l’importance de la localité, notamment grâce à son monastère, fondé par Sainte-Begge.
Au Moyen Âge, Andenne était surnommée la ville aux sept églises, comme le souligne un cartulaire daté de 1101 : « Notum sit… quod ipsam villam quæ ad septem ecclesias dicitur… » (Cart. I, p. 1).
Sans céder à des hypothèses trop aventureuses, il est néanmoins intéressant de relever une possible parenté entre les toponymes Andenne, Landenne (sur Meuse, où Sainte-Begge possédait une villa), et Landen (en Hesbaye, patrie de Pépin de Landen, père de Sainte-Begge). Leurs similitudes phonétiques et leur lien avec Sainte-Begge et sa famille suggèrent un ancrage commun historique et spirituel autour de cette figure fondatrice.

## Géographie
Située sur la Meuse, la commune s'étale sur une superficie de 86,17 km2. Son point culminant au sol est le col de Stud, s'élevant à 187 m, bien que l'altitude exacte du point culminant soit de 218 m au moulin de Stud.

### Sections
| #  | Nom         | Superficie (km²) | Habitants (2020) | Habitants par km² | Code INS |
| -- | ----------- | ---------------- | ---------------- | ----------------- | -------- |
| 1  | Andenne     | 15,48            | 10.351           | 669               | 92003A   |
| 2  | Coutisse    | 11,13            | 948              | 85                | 92003B   |
| 3  | Bonneville  | 9,08             | 1.368            | 151               | 92003C   |
| 4  | Thon-Samson | 3,91             | 831              | 213               | 92003D   |
| 5  | Maizeret    | 4,98             | 352              | 71                | 92003E   |
| 6  | Namêche     | 6,22             | 1.250            | 201               | 92003F   |
| 7  | Sclayn      | 4,14             | 1.686            | 407               | 92003G   |
| 8  | Vezin       | 9,07             | 2.359            | 260               | 92003H   |
| 9  | Landenne    | 12,38            | 2.566            | 207               | 92003J   |
| 10 | Seilles     | 9,75             | 5.859            | 601               | 92003K   |

### Communes limitrophes
| Fernelmont | Héron Wanze | Wanze |
| Namur      | Andenne     | Huy   |
|            | Gesves      | Ohey  |

### Géologie
On trouve à Andenne des terrains allant du silurien au quaternaire. Outre les terres plastiques (derle), la dolomie, on y exploita le charbon, le fer, le plomb et le zinc. La carrière de Gore à Sclayn, acquise par les Travaux Publics en 1923 est toujours exploitée par la Région wallonne pour l'aménagement de l'espace public.

## Démographie

### Démographie: Avant la fusion des communes
- Source: DGS recensements population

### Démographie: Commune fusionnée
En tenant compte des anciennes communes entraînées dans la fusion de communes de 1977, on peut dresser l'évolution suivante:
Les chiffres des années 1831 à 1970 tiennent compte des chiffres des anciennes communes fusionnées.
- Source: DGS , de 1831 à 1981=recensements population; à partir de 1990 = nombre d'habitants chaque 1 janvier[3]

## Histoire
Des vestiges d'une occupation néandertalienne ancienne ont été trouvés sur le site de Scladina à Sclayn. Les découvertes au village voisin  de Strud (Gesves) comprennent notamment ce qui est considéré comme l'un des plus anciens fossiles d'insecte connu.
C'est en 692, période mérovingienne, qu'Andenne entame son développement, grâce à la fondation d'un monastère par Begge (ou Begga), trisaïeule de Charlemagne, sœur de Gertrude de Nivelles, mère de Pépin de Herstal et grand-mère de Charles Martel où il serait né.
Lors d'un voyage à Rome, le pape encouragea Begge, alors veuve, à construire un monastère. Dieu fit connaître à Begge l'endroit exact où établir ce monastère, en lui montrant une truie et ses sept porcelets, puis une poule et ses sept poussins. Ces signes furent interprétés par Begge comme la volonté divine de voir installer un sanctuaire à sept chapelles à cet endroit. Ainsi naquit Andenne, la ville aux sept églises. Plus vraisemblablement, le pèlerinage aux sept basiliques de Rome fut sans doute à l'origine de la création de ces paroisses. Un chapitre de chanoinesses lui aussi fondé par Begge, s'installa à la même époque autour de ces églises.
Il est aussi dit que Charles Martel, encore enfant, tua, au début du VIIIe siècle, un ours qui terrorisait la cité mosane. Cette légende explique la présence de cet animal en tant que symbole de la ville.
Durant tout le Moyen Âge, les terres plastiques d'Andenne (la « blanche derle ») favorisèrent l'essor de la céramique. Les poteries et carreaux de terre cuite furent exportés bien au-delà des limites de la ville. La fabrication de pipes en terre date quant à elle de la fin du XVIIIe siècle. Andenne se distingua aussi par la production de faïence fine. Aujourd'hui, un Musée de la Céramique témoigne de cette activité florissante qui fit jadis la réputation d'Andenne dans le monde entier.
Au XVIIIe siècle, les sept églises furent détruites et leurs pierres utilisées pour édifier la collégiale Sainte-Begge, un bâtiment néoclassique construit entre 1764 et 1778 par Laurent-Benoît Dewez (1731-1812), l'architecte officiel de Charles-Alexandre de Lorraine. La collégiale abrite actuellement un musée qui présente de la dinanderie du XVe siècle, des pièces d'orfèvrerie du XVIe au XIXe siècle (dont la châsse Renaissance de sainte Begge), des textiles du XVIe au XXe siècle, des antiphonaires, bibles et missels dont deux manuscrits, du XVIe au XIXe siècle, des sculptures du XVIe au XIXe siècle, des pierres tombales du XVe au XVIIIe siècle, et une collection de porcelaines religieuses d'Andenne (seconde moitié du XIXe siècle).

### LaPremière Guerre mondiale
Dès le début du XVIIIe siècle, le bourg amorce une foudroyante progression démographique (la population est multipliée par 8 en 200 ans dépassant les 8 000 habitants à la veille du premier conflit mondial).
Le 20 août 1914, Andenne et Seilles, sa voisine, sont victimes des armées allemandes qui exécutent 262 civils et détruisent 210 bâtiments. Les auteurs de l'ouvrage Les atrocités allemandes (Horne et Kramer) ont pu identifier les régiments allemands responsables des massacres à Andenne : le 83e RI -Régiment d'Infanterie-, les 1er et 2e RRG -Régiment de Réserve de la Garde- et le 28e BP - Bataillon de Pionniers- de l'armée impériale allemande. Andenne ne s'est pas associée à la réconciliation avec l'Allemagne prônée à Dinant, ni bien d'autres localités de Wallonie (une petite centaine sans compter celles où les morts furent inférieurs à dix), qui furent le théâtre de drames semblables en 1914 et que l'histoire de la Wallonie peut intégrer aujourd'hui dans une vision plus générale et européenne.
Ces journées tragiques marquent une période de déclin démographique. Durant le XXe siècle, la population ne parviendra à se maintenir autour des 8 200 habitants que grâce aux migrations internationales (essentiellement italienne, espagnole et marocaine) et à l'urbanisation de sa partie rurale, le chiffre de population frôle les 9 000 habitants.

### De nos jours
Andenne aurait pu devenir le site d'une troisième centrale nucléaire belge si le referendum de 1978 n'avait pas eu lieu.
En 1977, Andenne devient le centre administratif d'une entité de 27 621 habitants, 13 443 hommes et 14 178 femmes, (chiffres de janvier 2020), soit une densité de 320,54 habitants/km2. Depuis cette année, et jusqu'en 2020, le bourgmestre d'Andenne est le socialiste Claude Eerdekens.
Le 19 juillet 2004, ce dernier devient ministre des Sports et de la Fonction publique dans le gouvernement de la Communauté française de Belgique. Il est remplacé à la tête du collège échevinal andennais par Francis Verborg, puis par Vincent Sampaoli (élections communales du 8 octobre 2006), lesquels portent le titre de « bourgmestre faisant fonction ». Le 19 juillet 2007, Claude Eerdekens perd son mandat de ministre et redevient alors le bourgmestre d'Andenne. Il est réélu lors des élections communales du 14 octobre 2012.
Depuis 1989, la ville d'Andenne compte par ailleurs un Conseil communal des Jeunes (CCJ), composé de 27 membres de 12 à 18 ans et un Conseil communal Junior, composé lui aussi de 27 membres d'une tranche d'âge allant de 9 à 12 ans. Les activités de ce dernier se limitent principalement à la proposition de projets et d'activités, alors que le CCJ, qui dispose d'un budget qui lui est réservé, s'est chargé d'organiser des activités telles que des journées de sensibilisation, des campagnes de conduite préventives, ou encore des organisations d'événements propres aux jeunes, dans le cadre par exemple des Fêtes de Wallonie.

## Héraldique
|  | La ville possède des armoiries qui lui ont été octroyées le 24 octobre 1820 suivi d'un changement des couleurs le 28 août 1847 et sans couronne depuis 1977. Cette dernière n'a jamais été officiellement octroyée. À l'origine, le blasonnement était : D'argent, au lion rouge rugissant couronné. L'écu couvert d'une couronne d'or. (Van zilver, beladen met een gekroonden klimmenden rooden leeuw. Het schild gedekt met een kroon van goud). Les armoiries montrent le lion des Flandres ou de Namur. Elles étaient utilisées par les Comtes de Namur au XIIe siècle. Ils étaient les plus anciens Seigneurs d'Andenne connus. The arms were used by the Counts of Namur until the late 15th century. Andenne was a possession of the Counts of Namur in the 12th century, and they were the oldest known Lords of Andenne. La ville a donc demandé à utiliser ces armoiries. À l'origine, en 1820, les armoiries ont été octroyées dans des couleurs erronées. La raison n'en est pas connue. Elles ont été corrigées en 1847. Blasonnement : D'or, au lion de sable, couronné et lampassé de gueules, l'écu timbré d'une couronne d'or. Source du blasonnement : Armorial des communes de la province de Namur, Heraldy of the World. |

## Politique et administration

### Liste des bourgmestres de 1830 à aujourd'hui
| Période | Période  | Identité         | Étiquette | Qualité |
| ------- | -------- | ---------------- | --------- | ------- |
| 1977    | 2024     | Claude Eerdekens | PS        | Avocat  |
| 2024    | En cours | Vincent Sampaoli | PS        |         |

### Conseil et collège communal 2024-2030
Ci-dessous, le tableau des résultats des élections communales de 2024.
| Parti | Parti        | Voix (2024) | Voix (2018) | % (2024) | % (2018) | +/-     | Sièges  | +/- | Collège |
| ----- | ------------ | ----------- | ----------- | -------- | -------- | ------- | ------- | --- | ------- |
|       | PSD@         | 6.409       | 8.634       | 38,75%   | 52,52%   | 13.77 % | 13 / 29 | 4.0 | Oui     |
|       | MR           | 3.650       | 1.977       | 22,07%   | 12,03%   | 10.04 % | 6 / 29  | 3.0 | Oui     |
|       | 5300         | 1.800       | -           | 10,88%   | -        | 0.0 %   | 2 / 29  | 2.0 | Non     |
|       | AD&N         | 4.244       | 5.056       | 25,66%   | 30,75%   | 5.09 %  | 8 / 29  | 1.0 | Non     |
|       | Le Renouveau | 435         | 603         | 2,63%    | 3,67%    | 1.04 %  | 0 / 29  | 0.0 | Non     |
|       | TS           | -           | 170         | -        | 1,03%    | 0.0 %   | - / 29  | 0.0 | Non     |
| Total | Total        | 16 538      | 16 440      | 100 %    | 100 %    |         | 29      |     |         |

| Collège communal  |                      |           |
| ----------------- | -------------------- | --------- |
| Bourgmestre       | Vincent Sampaoli     | PS - PSD@ |
| 1er Échevine      | Françoise Léonard    | MR        |
| 2e Échevin        | Benjamin Costantini  | PS - PSD@ |
| 3e Échevine       | Isabelle Magnée      | MR        |
| 4e Échevine       | Sandrine Cruspin     | PS - PSD@ |
| 5e Échevin        | Martin Van Kerckhove | MR        |
| Président du CPAS | Claude Eerdekens     | PS - PSD@ |

### Jumelages
Andenne est jumelée avec :
- Chauny (France) depuis 1957;
- Bergheim (Erft) (Allemagne) depuis 1990;
- Mottafollone (Italie) depuis 2005.

## Patrimoine et culture

### Patrimoine architectural

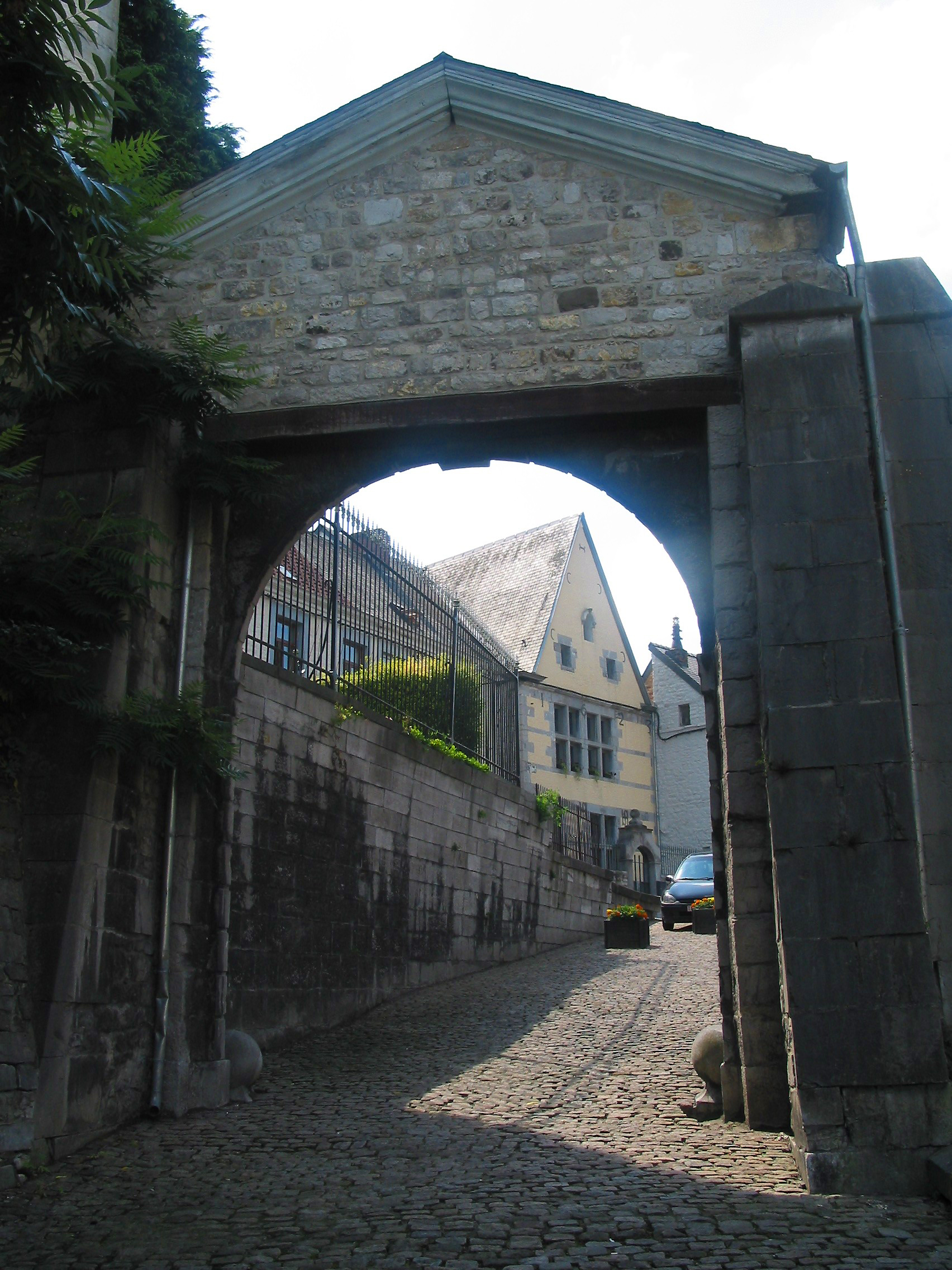
La porte Saint-Étienne, au cœur du vieil Andenne.

- La collégiale Sainte-Begge. Construite en 1770 à 1775 par l'architecte L.-B. Dewez[8].
- L'église Saint-Pierre dite des Sarrasins, située dans le quartier d'Andenelle. Edifice romane dont la tour et la nef ont été amplifiées par un transept saillant et d'un chœur néo-roman en 1860 et la reconstruction des collatéraux en 1923[9].
- L'ancienne collégiale Saint-Maurice (XIVe siècle), située à Sclayn.
- La Grand-Place de Sclayn.
- La maison du chanoine Pierre-François Bottemanne (XVIIe siècle).
- La fontaine Sainte-Begge. Datée autrefois de 1637[10].
- La fontaine de l'Ours. Encastrée dans un mur qui consiste en un mufle de lion en marbre noir. Sur le fronton qui est appuyer sur un mur dont le tympan encadré de volutes porte en haut relief l'effigie d'un ours marchant sur les flots et percé d'une flèche[11].
- La justice de paix, ancien hôtel de ville, place du Perron. Construite en 1772[12].
- Porte Saint-Etienne, place Sainte-Begge. Une des quatre entrées des « Enclîtres » après la reconstruction de la collégiale. Le portail est de style classique de la deuxième moitié du XVIIIe siècle[13].

- La fontaine aux Faisans.
- La fontaine du Perron (XXe siècle).
- Le musée de la céramique.
- Le musée de la collégiale.
- La piperie d'Andenelle (Disparue en 2014).
- La maison dite "Maison de Sainte-Begge", datant de 1623[14].
- La tour carrée de Houssoy.
- Le kiosque (XIXe siècle).L'office du tourisme, de style Art nouveau (1907).

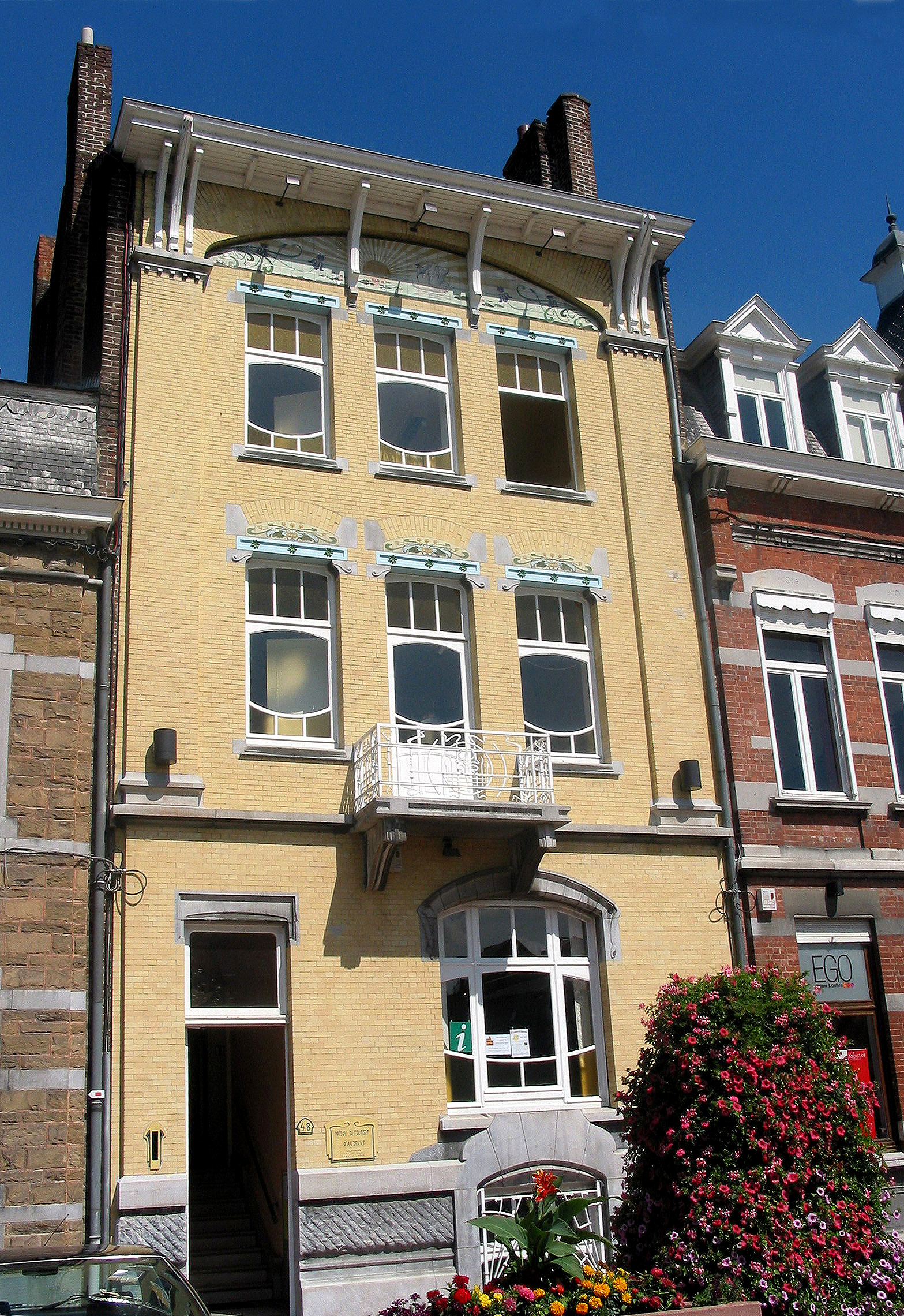
L'office du tourisme, de style Art nouveau (1907).

- La forteresse de Samson (IVe siècle ou Ve siècle).
- Les Ecritures de Maizeret.
- Le fort de Maizeret.
- Le Phare, pôle culturel regroupant l’Office du Tourisme, l’Espace Muséal d’Andenne (EMA) et la bibliothèque ; plus haut bâtiment de la ville.
- Massacre des Innocents (Louis Finson) à la Collégiale Sainte-Begge (1615)

Plusieurs maisons (dont l'office de tourisme situé sur la place des Tilleuls) ainsi que trois fontaines en céramique signées Arthur Craco font également d'Andenne une ville Art nouveau.

### Lieux d'intérêt

#### Rues et avenues
L'avenue Roi Albert, l'avenue Reine Élisabeth et l'avenue de Belle-Mine sont les trois principales avenues d'Andenne.
Le carrefour des « 4 coins » est le principal carrefour. Il se trouve dans le centre et relie l'avenue Roi Albert à l'avenue Reine Élisabeth.
Les principales rues commerçantes d'Andenne sont la rue du Commerce, la place des Tilleuls, la rue Brun, la galerie Sainte-Begge et la rue Léon Simon. Toutes ces rues sont celles du centre-ville car Andenne est une ville très commerçante et beaucoup de boutiques sont regroupées dans le centre. Des travaux d'agrandissement du centre sont programmés de l'été 2013 à 2019.

#### Ponts d'Andenne

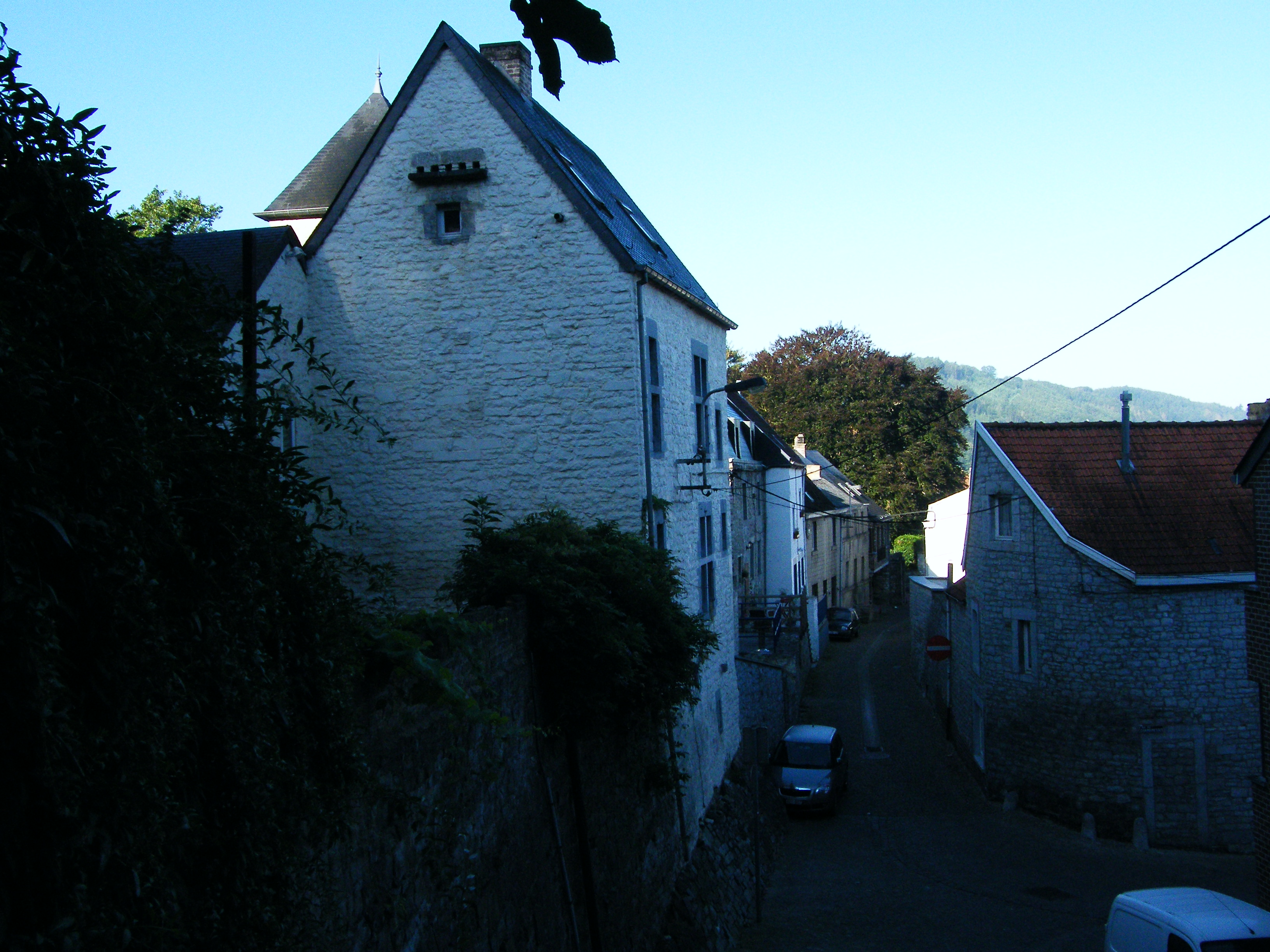
Maison Tchestia Di Scovie (XVIIe siècle), au cœur du vieil Andenne.

- Maison Tchestia Di Scovie (XVIIe siècle), au cœur du vieil Andenne.Pont d'Andenne
- Pont de Sclayn
- Pont de Namêche

#### Quartiers ou lieux-dits d'Andenne-ville

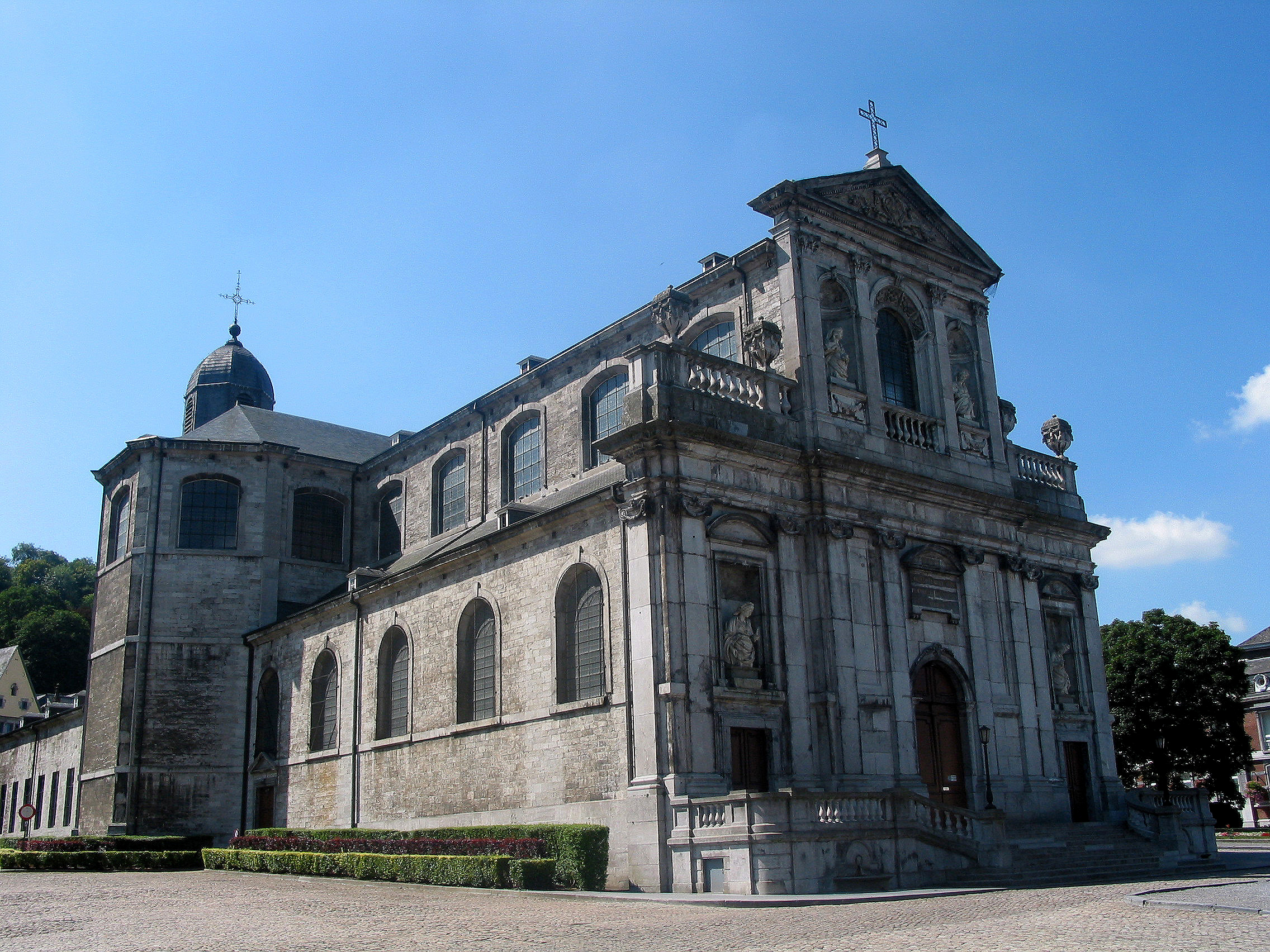
La collégiale Sainte-Begge (1773).

| - Abbéchamps - Place des tilleuls - La campagne - Andenelle - Les « 4 coins » - Le pré des dames - Les aguesses - Peu d'Eau - Hautebise - La chaussée de Ciney - Pelémont - Bousalle - Froidbise |  | - Groynne (gentilé : Groynnois(e)) - Le Calvaire - Stud - Anton - Le « Chapitre » - Cité Adelin Clotz - Le Halage - Chawagne - Le pont - Bohissau - Roberfroid - Nalamont - Le Nouveau-Monde |

#### Fermes, châteaux et églises

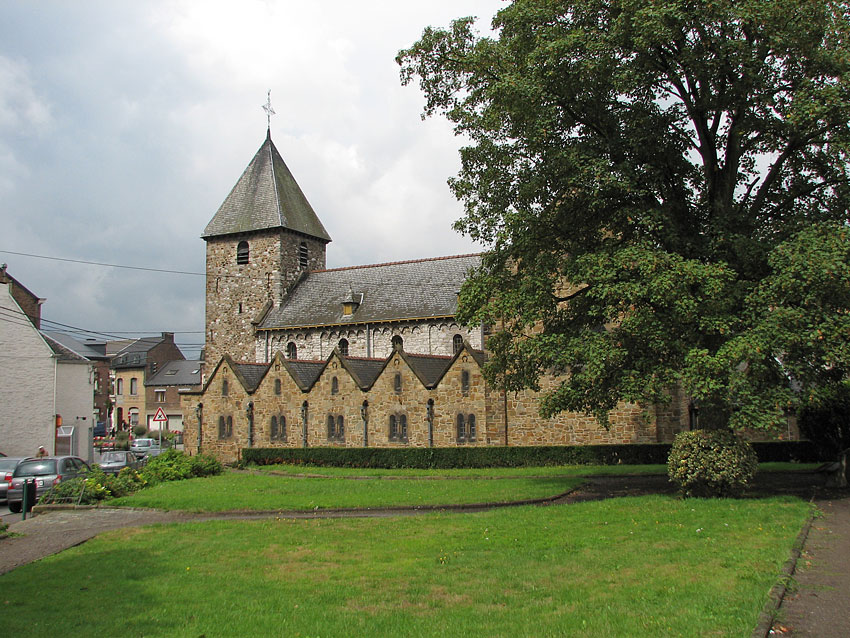
L’église d'Andenelle.

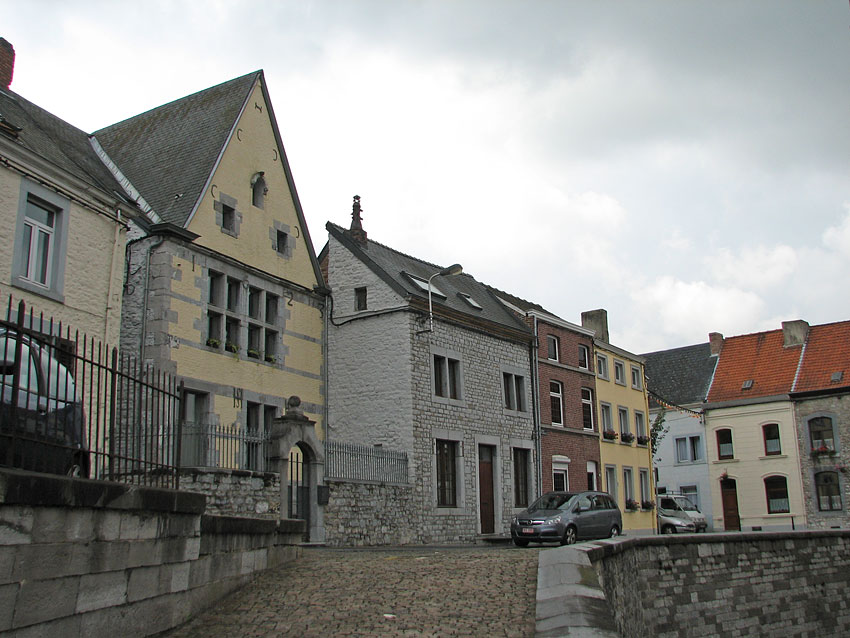
La Place Sainte-Begge, au cœur du vieil Andenne.

| - Andenne : - Ferme de Vaudaigle - Ferme d'« Au Clair Chêne » - Ferme de Sur Bruyère - Château de Rieudotte - Moulin de Kevret - Moulin de Treton - Collégiale Sainte-Begge - Église Saint-Pierre - Église Notre-Dame de Groynne - Bonneville : - Château de Bonneville - Ferme de Dhuy - Ferme de la Commanderie - Ferme de Crèvecœur - La Cense de Jandren - Ferme de Sterpisse - Église Saint-Firmin - Ferme de Rouvroy - Namêche : - Quatre fermes de Namêche - Château « Jaune » - Église Notre-Dame | - Coutisse : - Ferme de Grosse - Ferme et château des Arches Royales - Ferme de la Croix - Ferme de Leumont - Ferme de Lavau - Église Saint-Hubert - Landenne : - Ferme Libois - Ferme de la Vèlaine - Ferme de Mostombe - Grande ferme de Petit-Warêt - Ferme de Chant d'Oiseaux - Château Collignon - Église Saint-Rémy - Église Notre-Dame-Auxiliatrice - Maizeret : - Château du Moisnil - Ferme de Romedenne - Église Saint-Martin | - Sclayn : - Château de Chérimont - Église Saint-Maurice - Seilles : - Château de Seilles - Ferme d'Atrive - Ferme de Nivoye - Église Saint-Étienne - Église Saint-Martin de Reppe - Thon-Samson : - Forteresse du Samson - Château-ferme - Château des Forges - Église Saint-Remi - Vezin : - Ferme de Houssoy et sa Tour Carrée - Château de Melroy - Ferme de Montigni - Ferme de Sclermont - Moulin de Brichebo - Église Saint-Pierre |  |

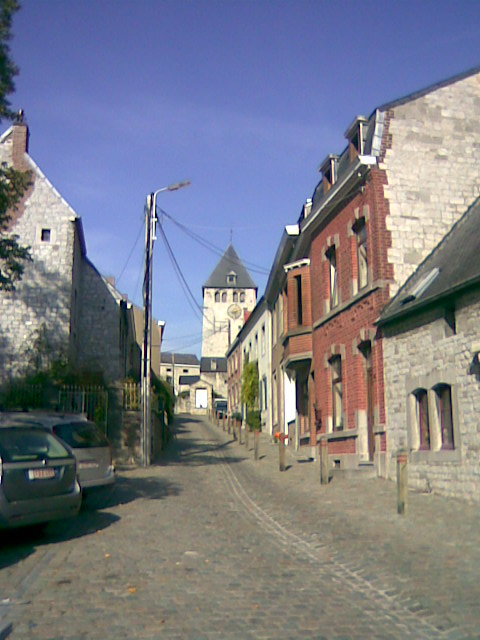
Rue de l'église Saint-Étienne, avec, en arrière-plan, l'église Saint-Étienne de Seilles.

#### Espaces verts d'Andenne
| - Parc Dieudonné - Parc Wauters - Parc du Château de Seilles - Parc de Sclayn - Square de Thon-Samson - Square Melin - Square St Pierre - Bois des Arches royales - Square des Quatre Coins | - Bois des sarts - Réserve naturelle de Sclaigneaux - Colline du Calvaire - Bois d'Evoz - Bois d'Heer - Bois Gilet - Bois de Roberfroid - Bois des Heerlettes - Bois de Renimont |  |

### Culture
Andenne est aujourd'hui réputée pour son Carnaval des Ours, qui se déroule chaque année à la laetare (mi-carême). Mais également pour ses Fêtes de Wallonie, durant lesquelles la dégustation du peket est une grande tradition. Sa Biennale de la Céramique ainsi que son festival annuel de rock (Bear Rock Festival), créé en 1995, sont également réputés.
Andenne comporte également, depuis 1968, une bibliothèque, rebaptisée "Bibliothèque Édouard Aidans" en 2001. L'établissement dispose d'un budget annuel de 30 000 €, et dispose actuellement de plus de 27 000 ouvrages.
Une des traditions les plus originales à Andenne est certainement celle des « trairies » : tous les ans depuis deux siècles, la nuit de Noël, après la messe de minuit, les citoyens andennais se rassemblent jusqu'au petit matin dans les boulangeries et les cafés de la ville pour jouer à un jeu de cartes appelé « trairies » et qui permet de gagner bûches de Noël et autres cougnous.
Andenne possède également un centre culturel très actif, et qui a déjà accueilli quelques personnalités. Il est très polyvalent: Outre les traditionnelles pièces de théâtre, il a également accueilli la fête de la BD annuelle andennaise, la fête des associations, des journées de prévention, et encore beaucoup d'autres manifestations diverses. 
Au centre culturel se sont déjà produits Michel Boujenah, Dieudonné, Charlotte de Turckheim, Anne Roumanoff, Bruno Coppens…
À intervalles réguliers, le Cercle des Ours Andennais (COA) organise des coronae dont le but est de rassembler les étudiants et anciens étudiants originaires d'Andenne qui effectuent ou ont effectué leurs études à Bruxelles, à Louvain-la-Neuve, à Liège, à Namur ou ailleurs, baptisés ou non.
La commune participe également, chaque année, à la Fête de la musique par l'organisation de plusieurs concerts et manifestations musicales.

## Galerie

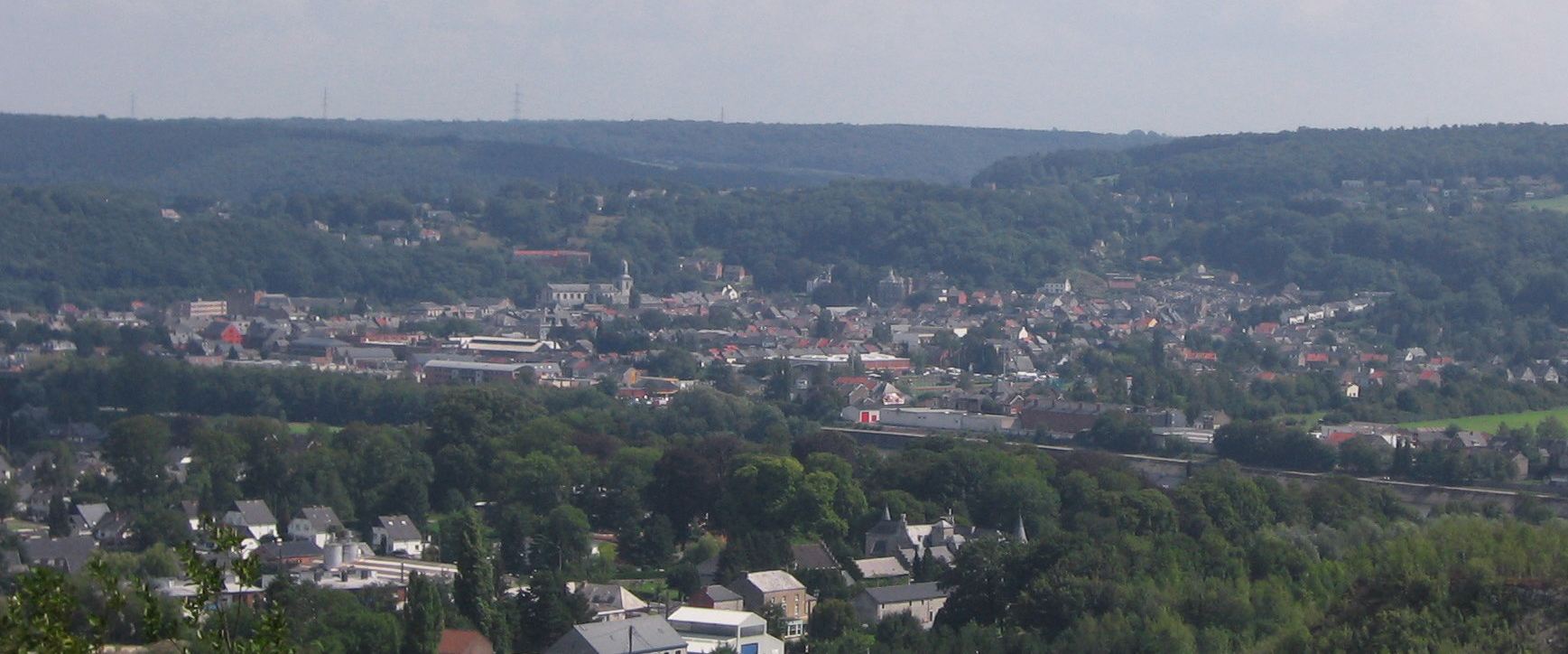
Vue d'Andenne depuis la réserve naturelle de Sclaigneaux, avec Seilles en avant-plan.

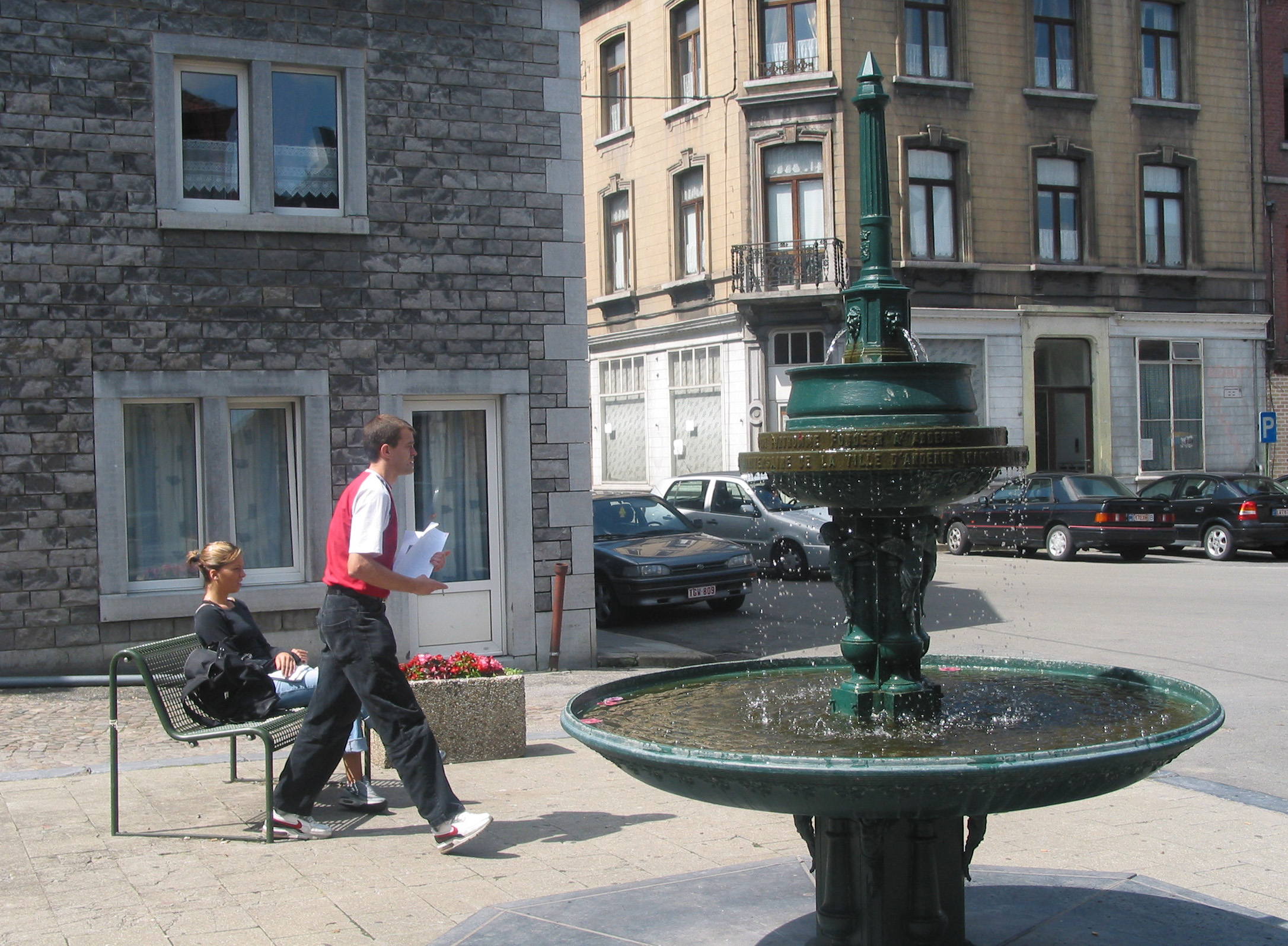
Place du Perron - La fontaine du Perron (1992) ..
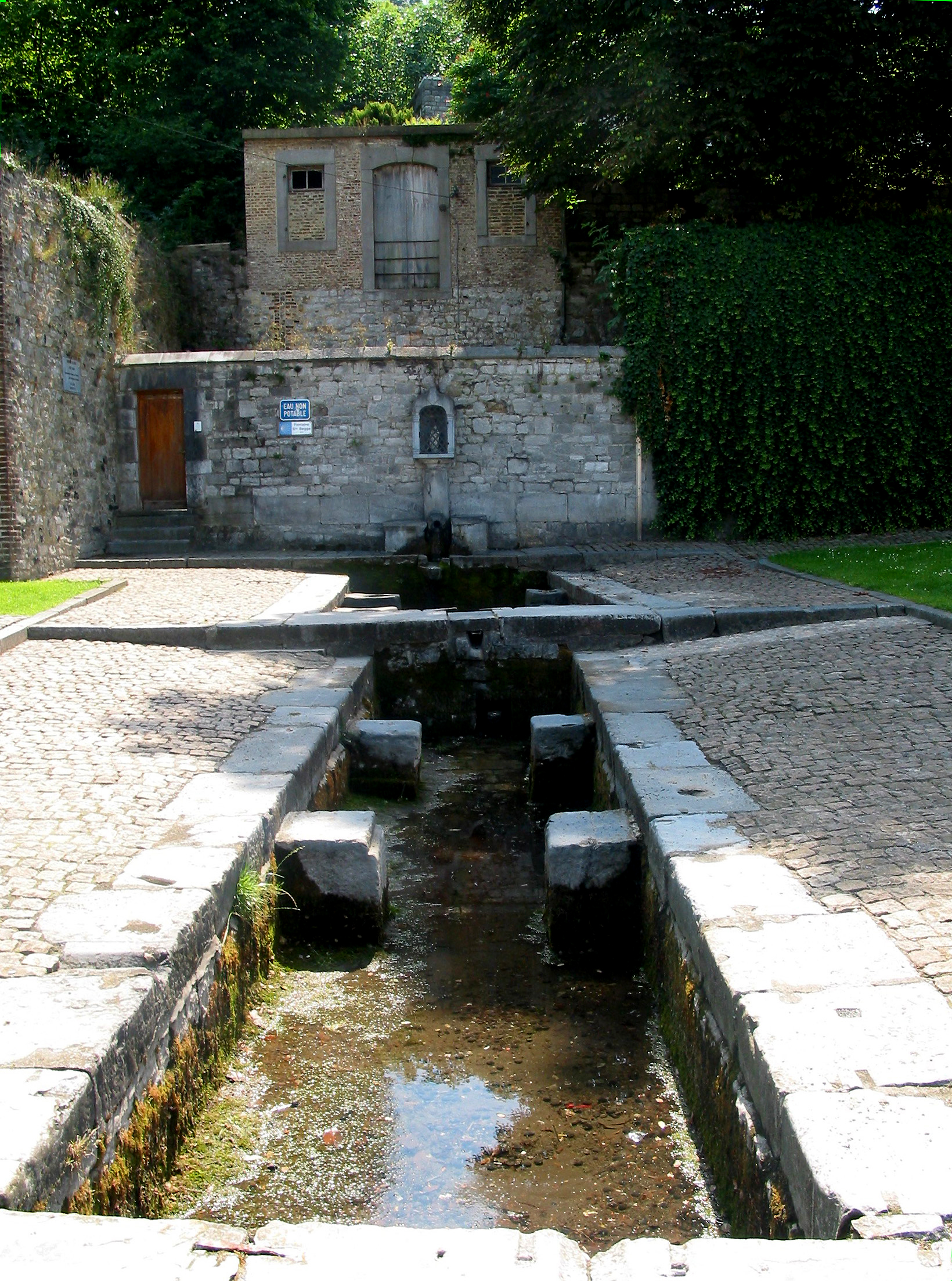
La fontaine Sainte-Begge (Potale de 1637).
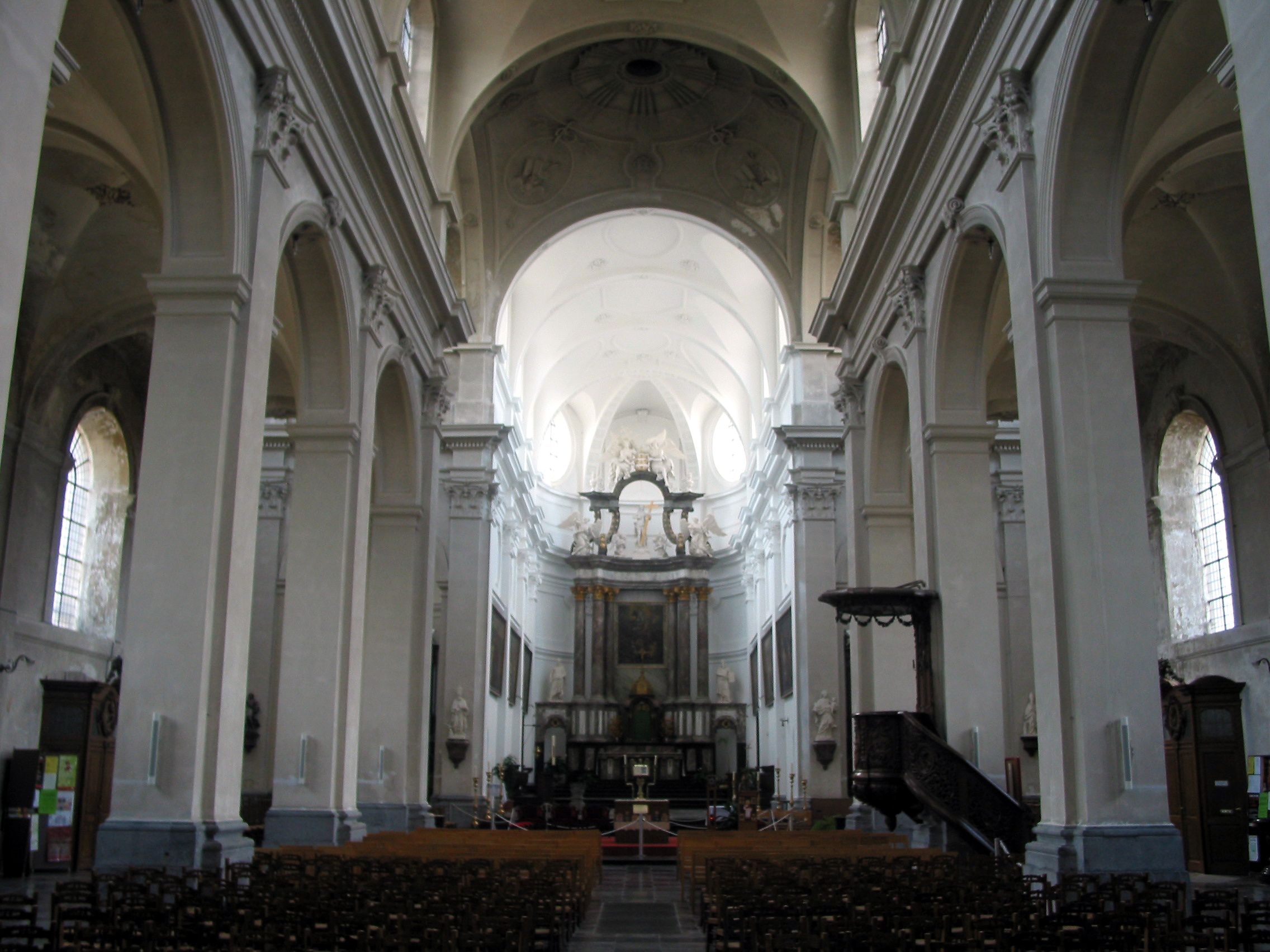
Intérieur de la collégiale Sainte-Begge.
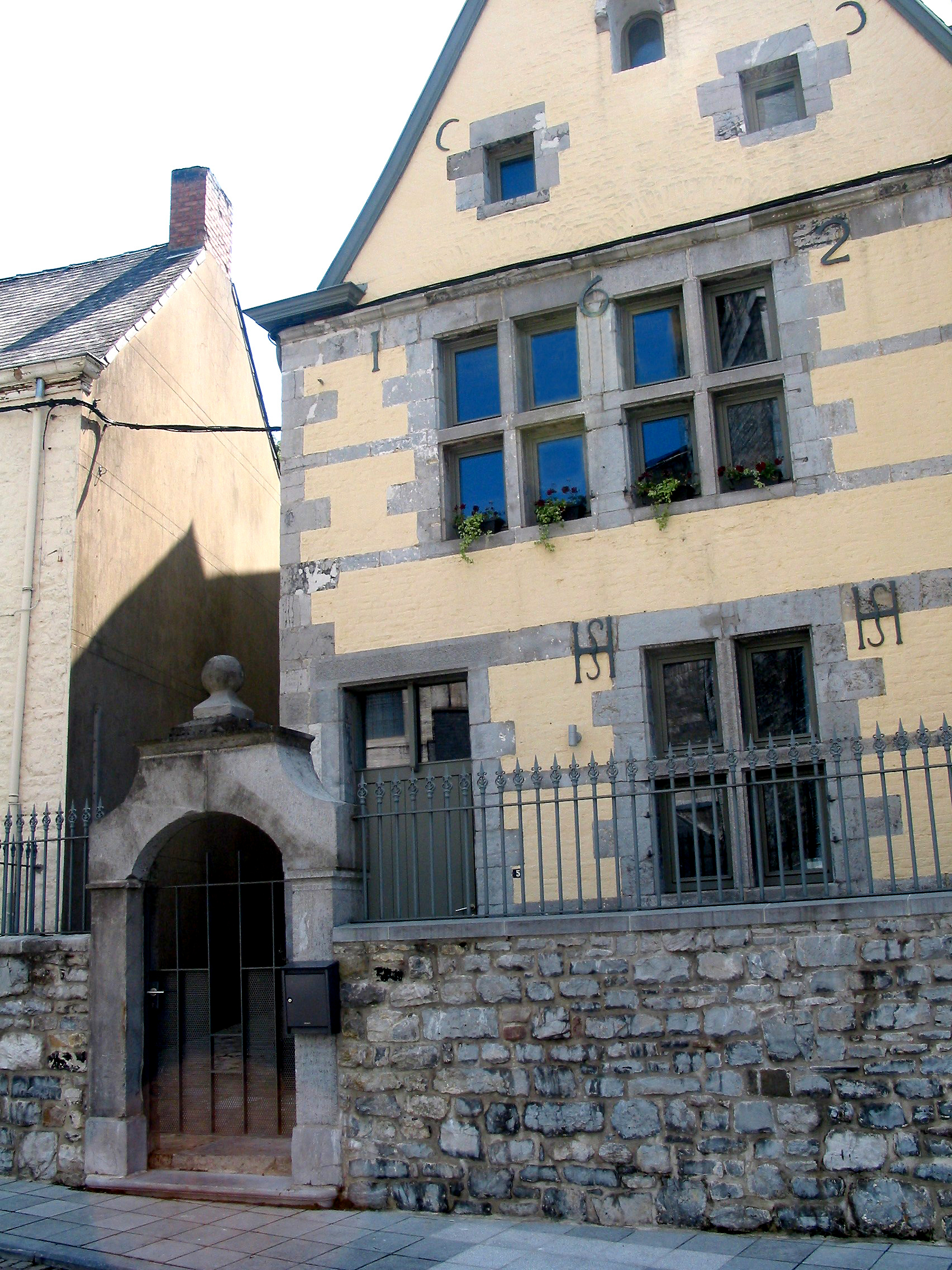
Maison dite « maison de Sainte Begge » (1623).
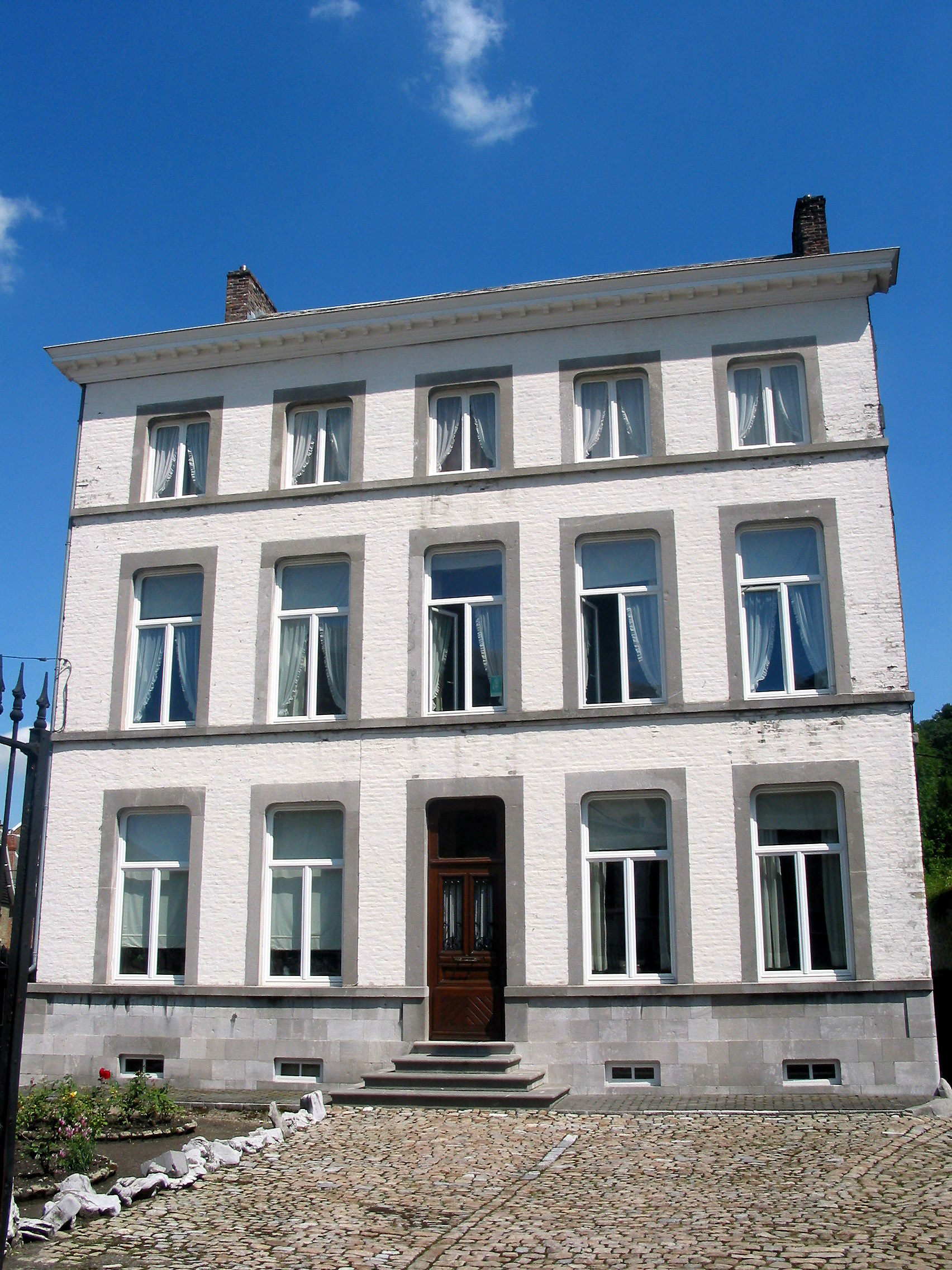
Maison classique dite « maison de chanoinesses ».
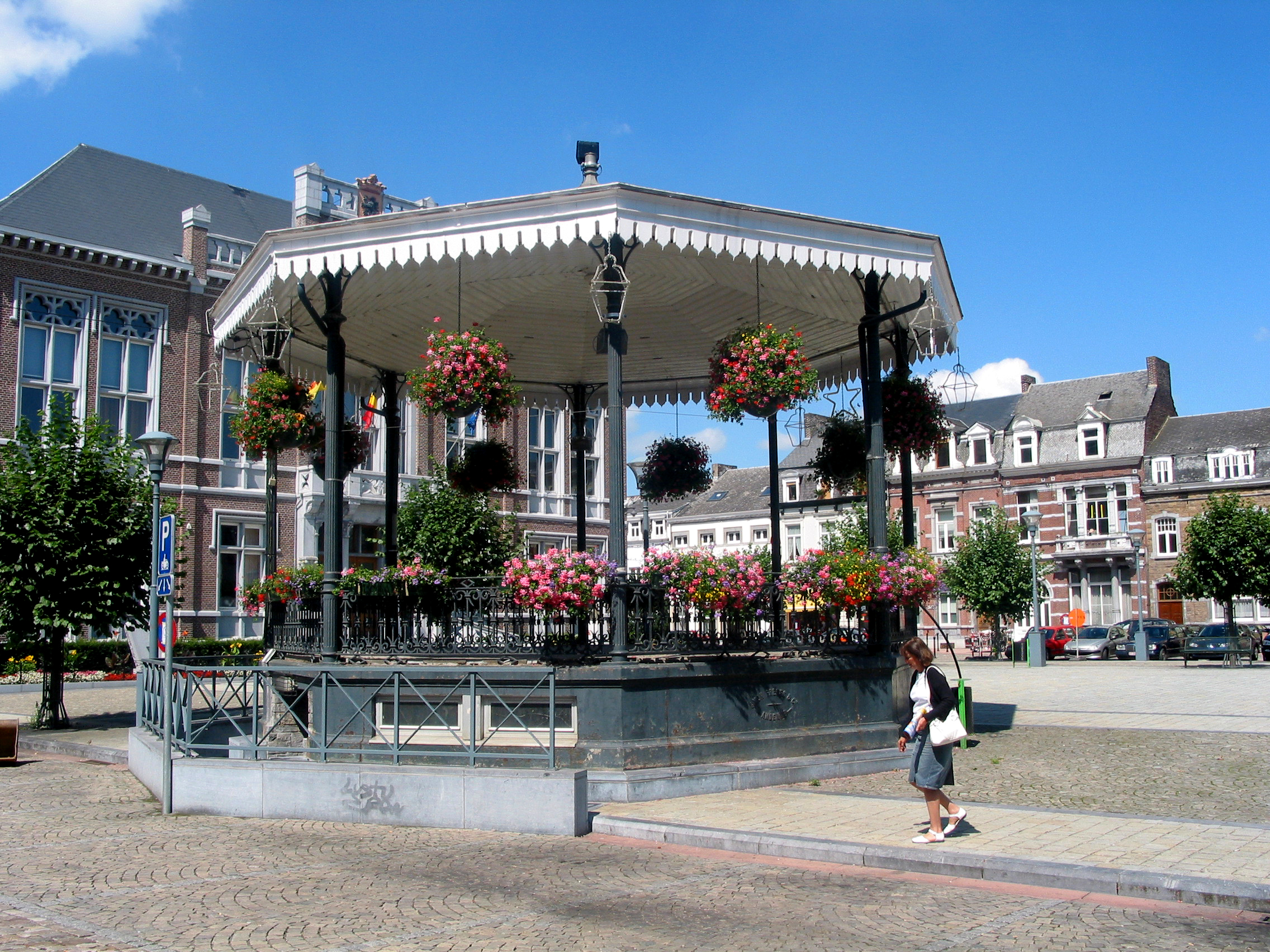
Place des Tilleuls - Le kiosque (1879).
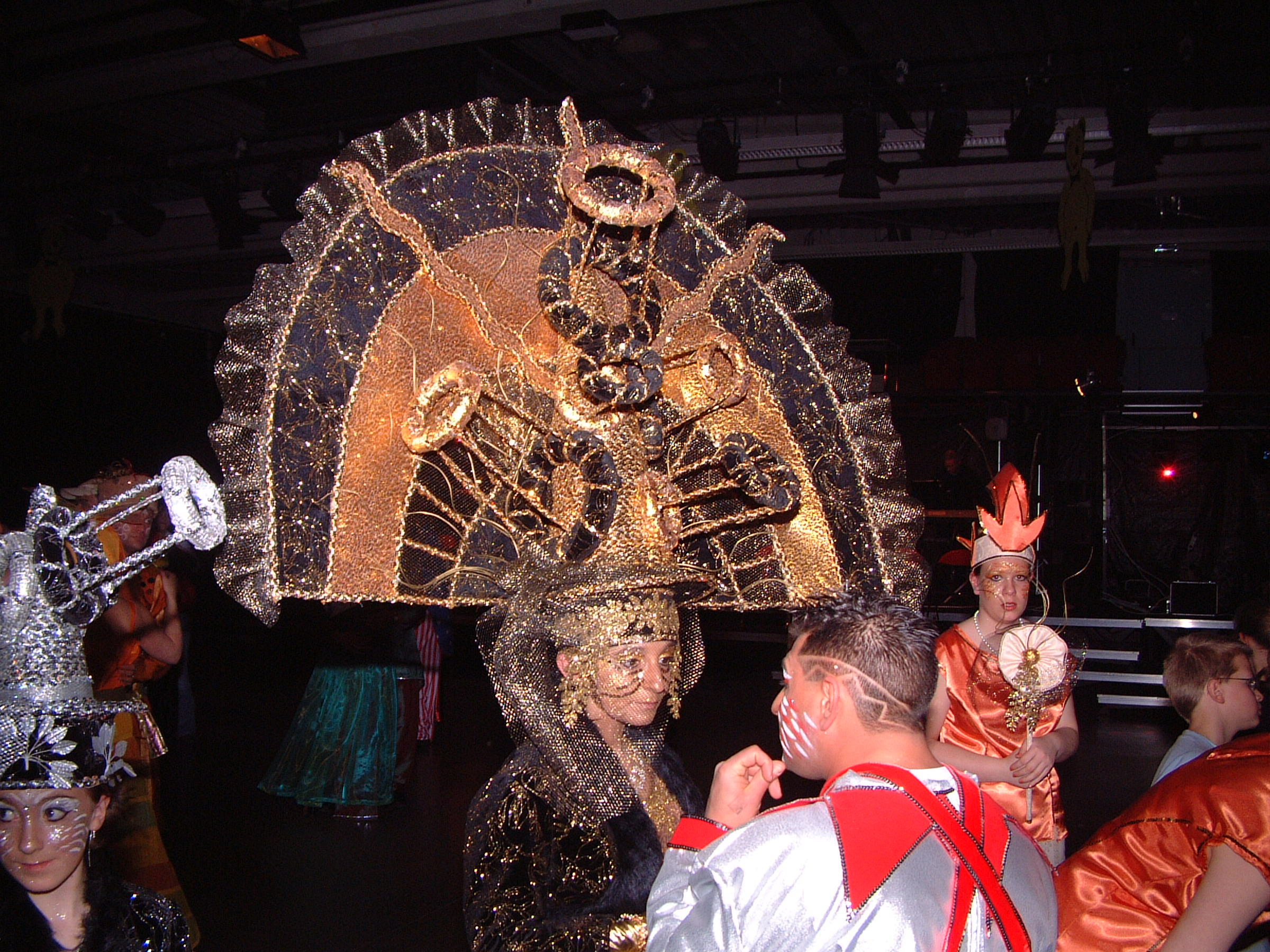
La reine du Carnaval 2006.
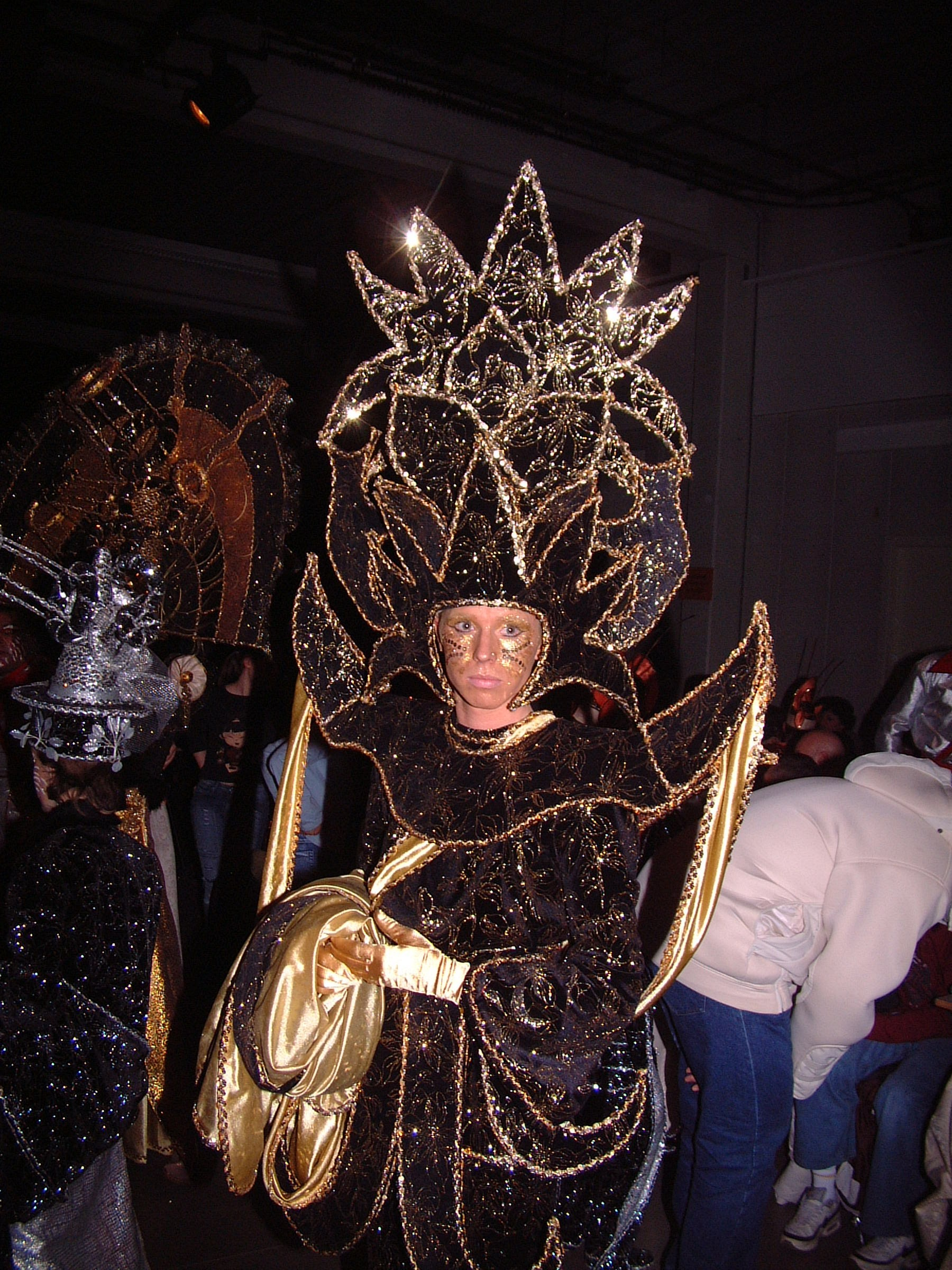
Le roi du Carnaval 2006.
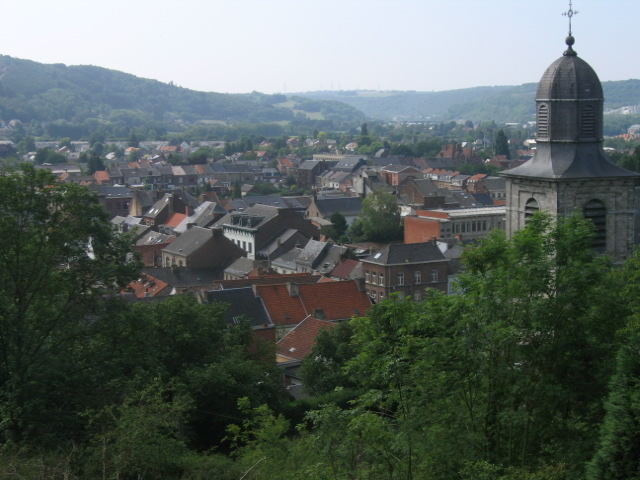
Vue d'Andenne depuis la Chaussée de Ciney (2007).
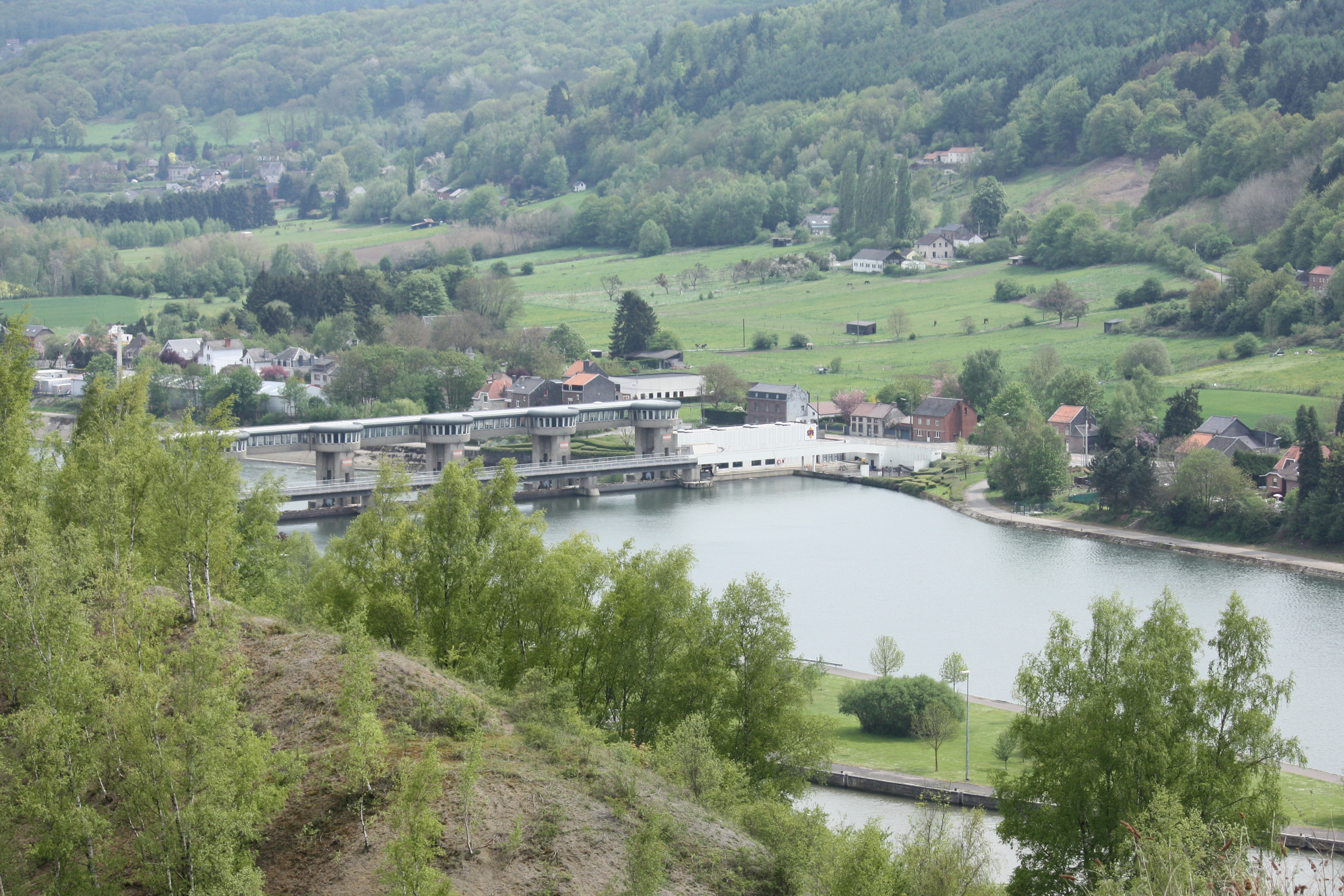
L'écluse d'Andenne vue depuis la réserve naturelle de Sclaigneaux.

## Enseignement
Andenne compte dans son entité plusieurs écoles :
- Enseignement secondaire :
  - Athénée royal
  - Enseignement libre :
    - Institut Sainte-Begge

  - IPES de Seilles
  - EPSIS St-Lambert

- Enseignement fondamental et maternel :
  - Athénée royal
  - Écoles communales d'Andenne I :
    - Implantation A à Seilles
    - Implantation B à Seilles
    - Implantation C à Seilles
    - Implantation D à Bonneville
    - Implantation E à Coutisse

  - Écoles communales d'Andenne II :
    - Implantation A à Sclayn
    - Implantation B à Landenne

  - Écoles communales d'Andenne III :
    - Implantation A à Vezin
    - Implantation B à Vezin
    - Implantation C à Vezin
    - Implantation D à Namêche

  - Enseignement libre Sainte-Begge
    - Implantation 1 à Andenne (2)
    - Implantation 2 à Andenne
    - Implantation 3 à Seilles (2) et Sclayn
    - Implantation 4 à Namêche (2), Thon et Bonneville
    - Implantation 5 à Landenne

Il existe également à Andenne une école industrielle et commerciale.

## Économie

### Transport
- Les lignes TEC qui traversent Andenne :
  - TEC ligne 12 : Namur - Huy
  - TEC ligne 13 : Andenne - Seilles - Ciney
  - TEC ligne 19 : Andenne - Forville
  - TEC ligne 38 : Andenne - Vezin - Marche-les-Dames - Namêche
  - TEC ligne 42 : Namur - Faulx - Andenne - Seilles
  - TEC ligne 143 : Huy - Andenne

- Les quatre gares d'Andenne sont :
  - Gare d'Andenne (située à Seilles)
  - Gare de Château-de-Seilles
  - Gare de Sclaigneaux
  - Gare de Namêche

- Les routes principales :
  - La E42 (A15), qui passe à proximité d'Andenne, à Landenne.
  - La E411 (A4), qui passe à Jambes à 15 min du centre d'Andenne.
  - La N90, Route reliant Namur à Liège.
  - La N921, Route reliant Bierwart à Ciney

## Sport

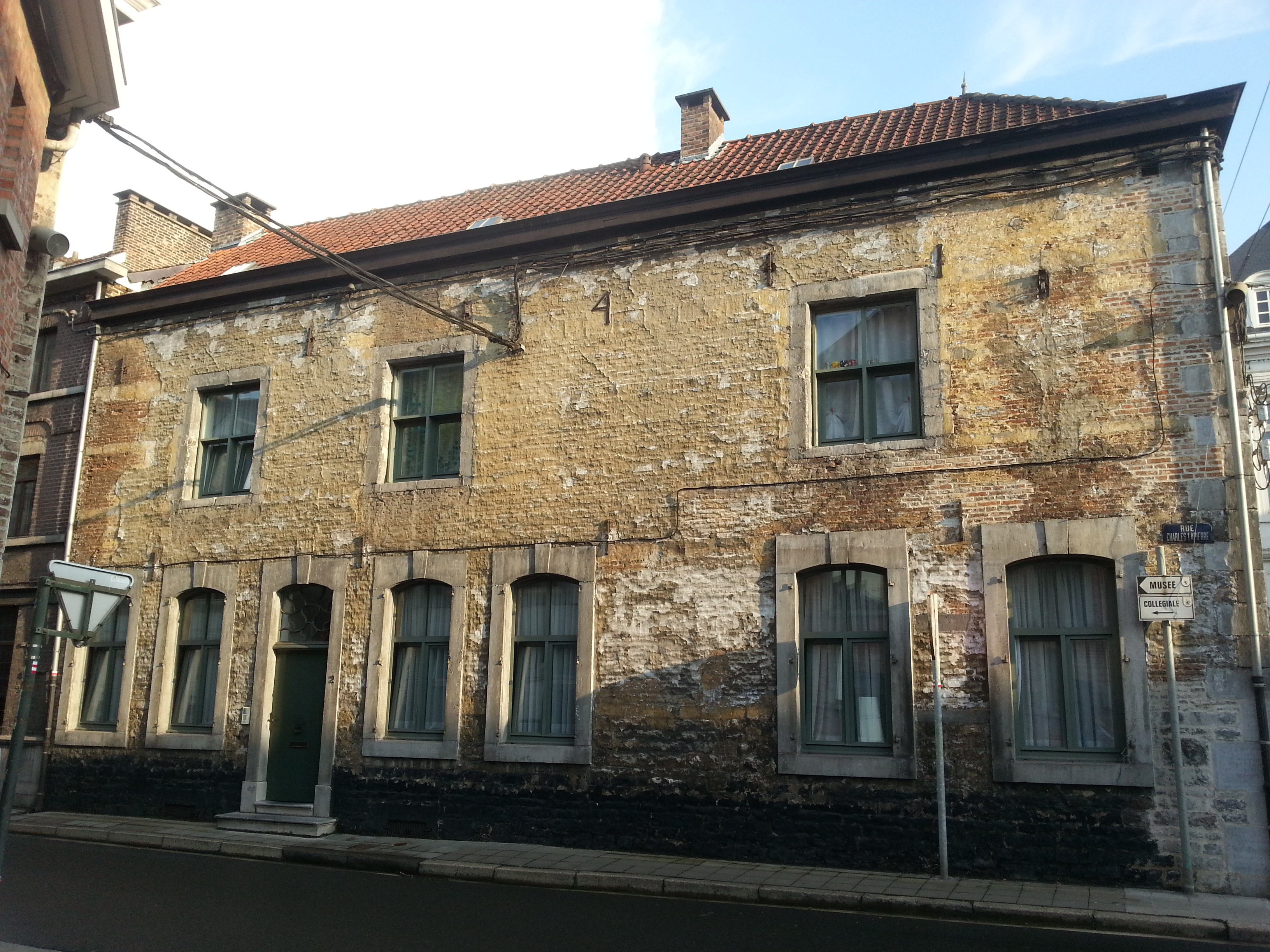
Maison (1641) érigée par le chanoine Pierre-François Bottemanne, située dans le vieil Andenne.

Andenne est une ville qui compte de nombreux clubs sportifs dans toute son entité.
Il existe quatre complexes sportifs :
- Le complexe sportif d'Andenne
  - La piscine communale
  - 2 salles intérieures
  - 1 piste d'athlétisme
  - 2 terrains de tennis
  - 2 terrains de foot
  - 1 Skate Park
  - 1 salle de basketball (intérieur)

- Le complexe sportif de Seilles
  - 2 salles intérieures
  - 1 parcours santé
  - 1 mur d'escalade

- Le complexe sportif de Vezin
  - 1 salle intérieure
  - 1 terrain de tennis
  - 1 plateforme multisports

Andenne compte également 11 terrains de football dispersés sur l'entité. Celui de Coutisse est fermé depuis 2010. On compte plusieurs équipes de football dans toute la commune : 
- Le RCS Andennais est le club principal de la commune d'Andenne. Ils ont évolué 45 saisons dans les divisions nationales dont deux en deuxième division entre 1942 et 1946. Le club évoluait pour la dernière fois au niveau national en 2008-2009 où ils terminent quatorzième de Promotion D. Il évolue maintenant en première provinciale et joue ses matches au Stade Julien Pappa ;
- Le RSC Petit-Waret qui a remporté deux fois la première provinciale namuroise en 2007 et en 2009 et a donc évolué deux saisons en Promotion. Après une chute les envoyant en quatrième provinciale en 2012, ils sont champions de troisième provinciale en 2022 et évolueront donc en deuxième provinciale lors de la saison 2022-2023 ;
- La Jeunesse sclaynoise qui évolue en troisième provinciale ;
- Le Bonneville SP qui évolue en quatrième provinciale ;
- L'Union Namêchoise FC qui évolue en quatrième provinciale.

Andenne a eu une équipe de basket-ball, le BC Andenne (devenu BC First Andenne) qui a évolué en division 1 dans les années 1980. Il existe également une équipe de football américain, Andenne Bears, une équipe de baseball, les Black Bears et de nombreux clubs de "mini-foot" (futsal). Andenne compte aussi deux clubs de tennis de table. Le Royal Andenne TT dont l'équipe A évolue en Division 3 Nationale et le CSTT Seilles dont l'équipe A évolue en Division 4 Provinciale.
En février 2010 ont commencé des travaux d'agrandissement du complexe sportif d'Andenne. Viendront s'ajouter aux surfaces déjà existantes 1 200 m2 de bâtiments. Ces travaux permettront à ce complexe de devenir, derrière le Spiroudôme de Charleroi et le Country Hall de Liège, le 3e établissement sportif de Wallonie.

## Personnalités liées à la commune
- Cécile de France, (1975-) (actrice).
- François Moncheur (magistrat, homme d'affaires et homme politique).
- Daniel Giovannangeli (philosophe).
- Laure Paillette (actrice).
- Victor Barbeaux (homme politique)
- Claude Eerdekens (membre du Parti socialiste).
- Roger Laboureur (journaliste sportif).
- Edgard Mathot (joueur de football).
- Julie Morelle  (journaliste à la télévision)[20].
- Maurice Servais (homme politique).
- Jacques Martin (cycliste).
- Edouard Aidans (dessinateur de bandes dessinées).
- Sainte-Begge (patronne d'Andenne).
- Nathalie Loriers (musicienne de jazz).
- Léon Tombu (peintre et graphiste).
- Nicolas Joseph Daine.
- Sadi (jazzman).
- Jean Tousseul (écrivain).
- Charles Martel (duc d'Austrasie).
- Sweek (groupe de rock).
- André Sprumont (artiste peintre).
- Alexandre Joseph Josquin (artiste peintre).
- Helena Lemkovitch (Hollywood Bananas et chanteuse solo).
- Éric Brogniet (poète, écrivain, membre de l'Académie royale de langue et de littérature françaises de Belgique).
- Marie-Louise Dreier, poète, y a passé son enfance[21].
- Albert-André Lheureux, originaire de Vezin (comédien, metteur en scène, directeur de théâtre).